# Diocesi di Sansepolcro

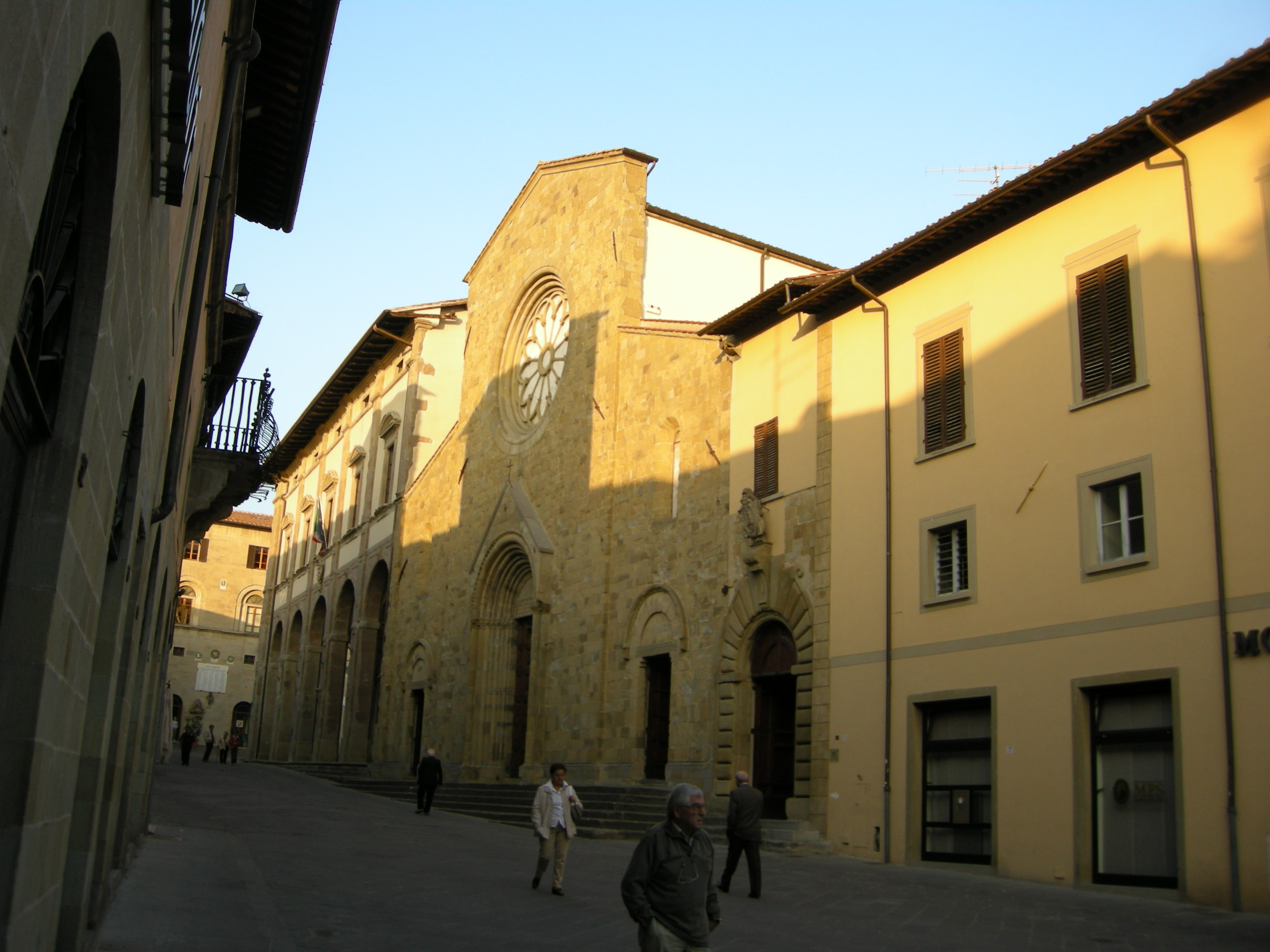
Vista della cattedrale e dell'annesso palazzo vescovile.

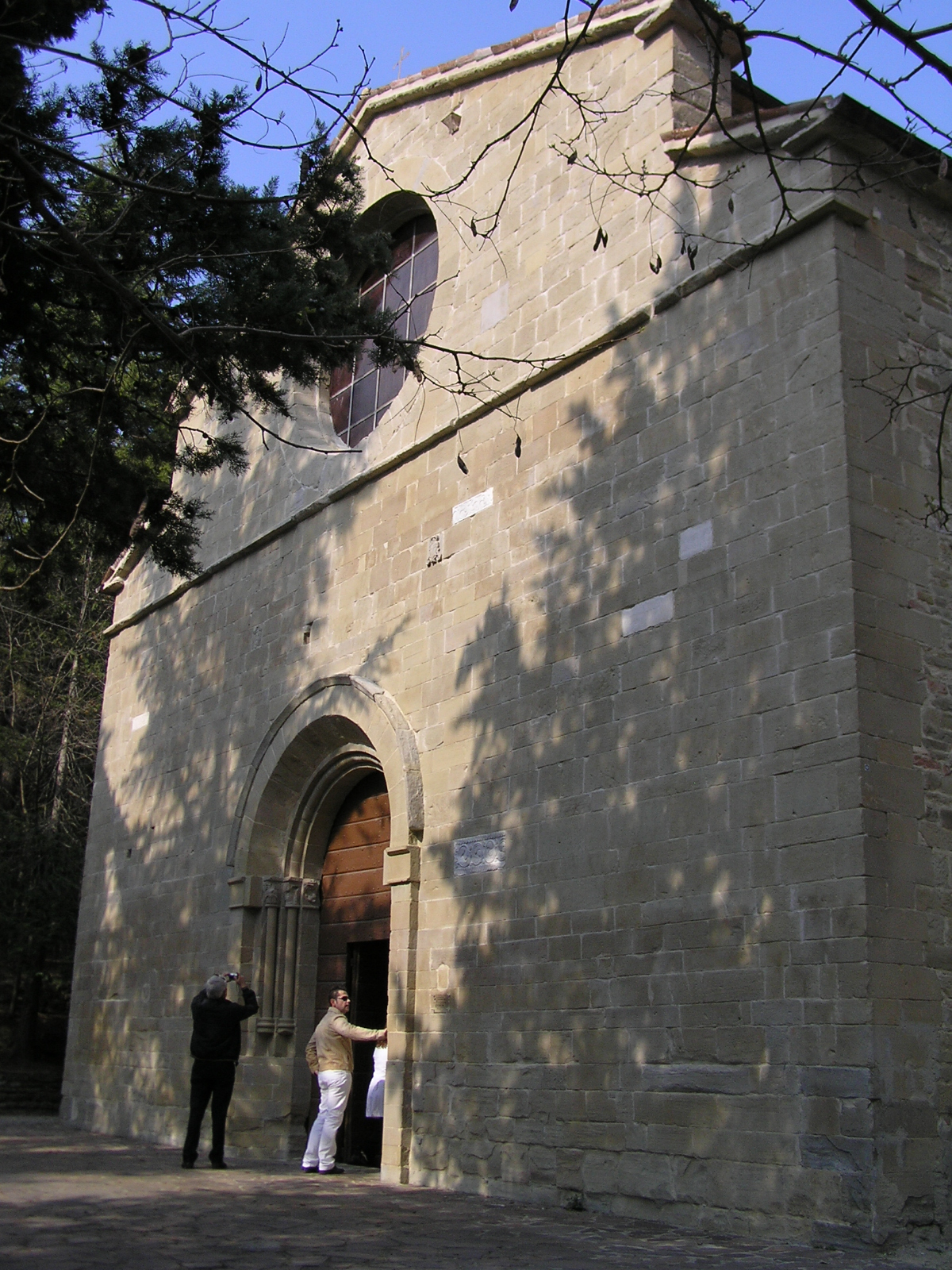
Facciata della chiesa dell'abbazia di Sant'Ellero a Galeata, abbazia nullius diocesis unita a Sansepolcro nel 1785.

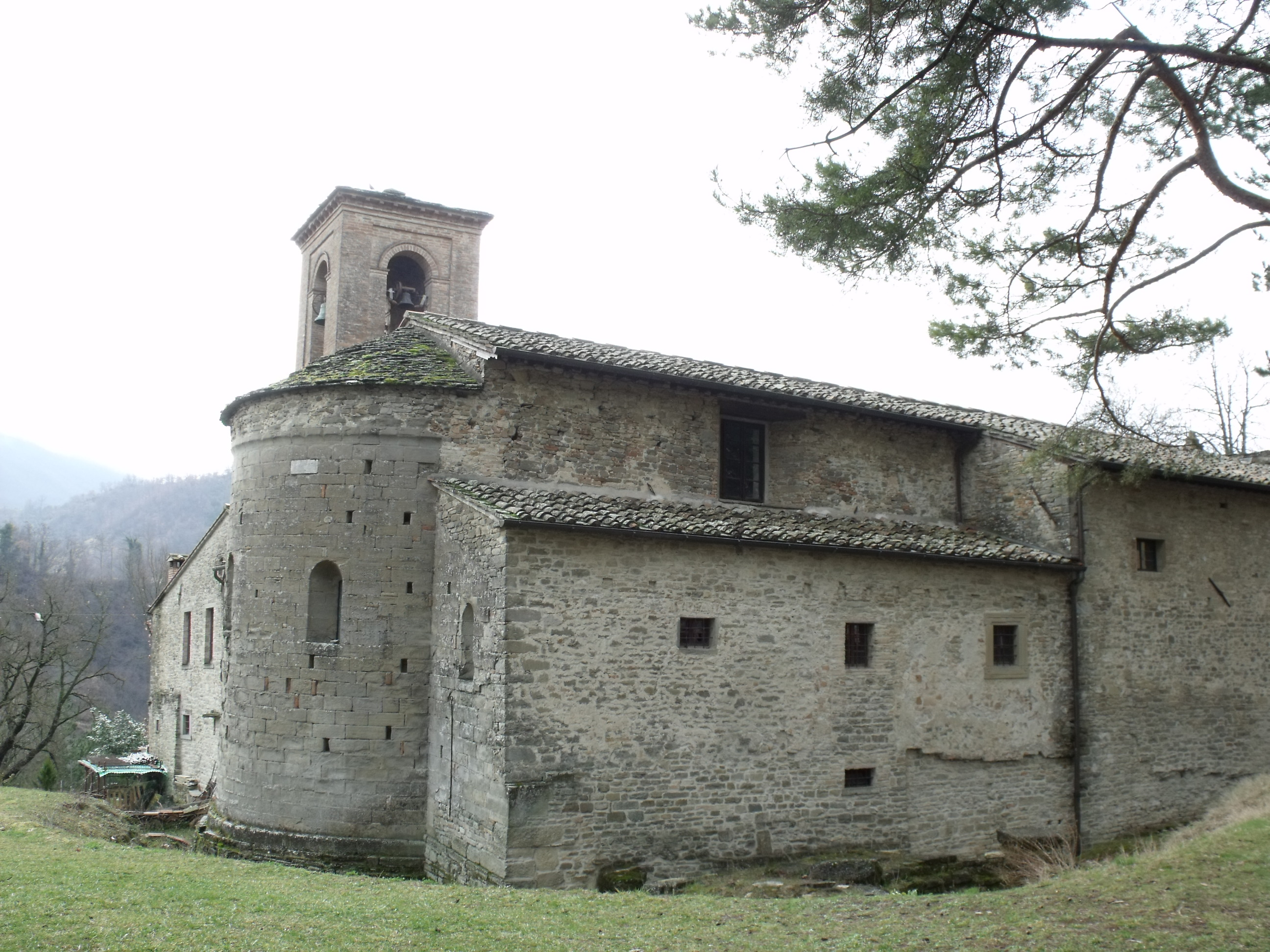
La pieve di San Pancrazio a Sestino, che fu arcipretura nullius diocesis aggregata alla diocesi di Sansepolcro nel 1779.

La diocesi di Sansepolcro (in latino: Dioecesis Biturgensis seu Burgi Sancti Sepulchri) è una sede della Chiesa cattolica in Italia, istituita da papa Leone X il 17 settembre 1520 con la bolla Pro excellenti praeminentia.
Nell'ambito della generale riforma delle circoscrizioni diocesane in Italia, avviata dopo il Concilio Vaticano II, il 30 settembre 1986 la diocesi di Sansepolcro è stata unita a quelle di Cortona e di Arezzo a formare la diocesi di Arezzo-Cortona-Sansepolcro.

## Territorio
All'origine la diocesi includeva le parrocchie comprese negli attuali comuni di Sansepolcro, Badia Tedalda, Caprese Michelangelo, Monterchi e Pieve Santo Stefano e alcune parrocchie nei comuni di Anghiari e di Chiusi della Verna in Toscana e le parrocchie del comune di Bagno di Romagna, tranne quelle della Valle del Bidente, e altre nel comune di Verghereto in Romagna.
Nel 1779, su iniziativa del granduca di Toscana, Pietro Leopoldo, vennero annesse alla diocesi le parrocchie dell'ex nullius di Sestino; nel 1784, ancora su richiesta granducale, il papa aggregò alla diocesi di Sansepolcro le parrocchie di Cicognaia, Santa Sofia Marecchia e Petrella, scorporandole da quella di Montefeltro che ricevette quella di Dese, a sua volta scorporata da Sansepolcro perché fuori del granducato di Toscana; nel 1785 lo stesso granduca ottenne dal papa l'annessione alla diocesi di Sansepolcro delle parrocchie dell'ex abbazia nullius di Galeata. In tal modo la diocesi assunse una superficie di 2.600 chilometri quadrati comprendendo gli attuali comuni di Sansepolcro (tranne che per due piccole parrocchie nella zona di là dal Tevere, verso Montedoglio), Monterchi, Caprese Michelangelo, Pieve Santo Stefano, Badia Tedalda e Sestino in Toscana e quelli di Bagno, Santa Sofia e Galeata in Romagna; inoltre, varie parrocchie erano comprese nei comuni di Anghiari e Chiusi della Verna nella zona toscana, di Verghereto nella zona romagnola e di Borgo Pace nelle Marche. In questo modo la diocesi di Sansepolcro divenne, per superficie territoriale, la seconda della Toscana, dopo quella di Arezzo e prima di quella di Firenze.
Nel 1942, per motivi d'ordine pastorale, la parrocchia di Dese, sebbene appartenente al comune marchigiano di Borgo Pace, viene nuovamente assegnata alla diocesi di Sansepolcro da parte di papa Pio XII.
Il 10 giugno 1962 il vescovo Domenico Bornigia divide il territorio diocesano in undici Vicariati Foranei, comprendenti 136 parrocchie: il Vicariato della Cattedrale (comprendente le parrocchie della Cattedrale, Sant'Agostino, San Niccolò in San Francesco, Sacro Cuore, San Giuseppe, San Biagio a Gricignano, Santa Fiora, San Giovanni Battista al Trebbio, Santa Maria al Melello, San Michele alla Montagna, San Cristoforo a Misciano, San Martino in Val d'Afra, San Pietro in Villa, San Bartolomeo a Succastelli, San Tommaso a Gragnano e Santa Maria ad Aboca), di Pieve Santo Stefano, di Monterchi, della Sovara, Caprese, Sestino, Badia Tedalda, Bagno di Romagna, San Piero in Bagno, Santa Sofia di Romagna e Galeata.
Le parrocchie romagnole vennero smembrate dalla diocesi di Sansepolcro il 7 ottobre 1975 e aggregate in parte alla diocesi di Forlì (quelle della valle del Bidente) e in parte alla diocesi di Cesena (quelle della Valle del Savio).
Nel 1986, a seguito della legge 222/1985, il vescovo Giovanni D'Ascenzi, con il decreto 721/86-V del 22 settembre, provvide a riordinare il territorio costituendo 34 parrocchie, delle quali 5 urbane (Cattedrale, Sacro Cuore di Gesù, San Giuseppe Operaio, Santa Maria, San Paolo) e le altre così suddivise: 4 nel comune di Anghiari, 4 nel comune di Badia Tedalda, 3 nel comune di Caprese Michelangelo, 4 nel comune di Monterchi, 5 nel comune di Pieve Santo Stefano, 4 suburbane nel comune di Sansepolcro (nelle frazioni Gragnano, Gricignano, Santa Fiora e Trebbio) e 5 nel comune di Sestino; le ex parrocchie nei comuni di Borgo Pace e Chiusi della Verna furono aggregate rispettivamente a parrocchie nei comuni di Sestino e di Pieve Santo Stefano, mentre alcune parrocchie nei comuni di Monterchi e Sansepolcro vennero trasferite dalla diocesi di Arezzo a quella di Sansepolcro. Inoltre, la parrocchia di San Michele Arcangelo in Bagnaia, comune di Anghiari e diocesi di Arezzo, è soppressa e aggregata alla parrocchia di Santa Maria della Pace a Le Ville, comune di Monterchi e diocesi di Sansepolcro; la parrocchia di Santa Maria in Scandolaia, comune di Monterchi e diocesi di Arezzo, è soppressa e accorpata alla stessa parrocchia di Santa Maria della Pace; la parrocchia di San Lorenzo in Sorci, comune di Anghiari e diocesi di Sansepolcro, viene soppressa e accorpata alla parrocchia di San Bartolomeo in Anghiari, comune di Anghiari e diocesi di Arezzo. La Repubblica Italiana ha conferito la qualifica di ente ecclesiastico civilmente riconosciuto alle parrocchie della diocesi di Sansepolcro con decreto 87 A 1796 del 18 febbraio 1987.
Sede vescovile è la città di Sansepolcro, dove si trova la cattedrale di San Giovanni Evangelista, elevata a Basilica Minore nel 1962 da papa Giovanni XXIII e dal 1986 concattedrale della nuova diocesi di Arezzo-Cortona-Sansepolcro.
Dal 1785 al 1975 il vescovo di Sansepolcro ha avuto anche il titolo di abate perpetuo delle abbazie di Sant'Ellero in Galeata e di Santa Maria in Cosmedin all'Isola.

## Storia

### L'organizzazione ecclesiastica prima della nascita della diocesi
Nata in diocesi di Città di Castello attorno all'omonimo monastero (1012; camaldolese dal XII secolo), Sansepolcro nel corso del XIII secolo assume caratteristiche di tipo urbano e nei secoli XIV/XV arriva ad assumere dimensioni demografiche considerevoli, analoghe a quelle di centri come Pistoia o Prato.
Il primo documento che attesta l'organizzazione plebana del territorio che poi diventerà il distretto di Sansepolcro risale al 1044, quando è documentata la pieve di Santa Maria nella località Boccognano, a circa un chilometro a nord-est dalle future mura urbane, nella località ancora oggi detta Pieve Vecchia, secondo un toponimo già attestato nel XIV secolo.
Nel 1203 i canonici della cattedrale e il comune, con il beneplacito del vescovo, decisero di costruire una pieve presso le mura, in una zona di prossima urbanizzazione, trasferendovi l'antica pieve di Boccognano. Da ciò prese avvio una vertenza giurisdizionale tra l'abate, che nei due secoli precedenti aveva ottenuto diritti signorili ed ecclesiastici, e i canonici della cattedrale. Inoltre, in questo secolo si insediarono nell'antico borgo abbaziale tre ordini mendicanti, cioè i francescani, gli agostiniani e i servi di Maria, la cui presenza contribuì ad articolare la vita religiosa, ma anche a frammentare il potere dell'abate. Sorsero inoltre numerose confraternite laicali, la maggiore delle quali era la Fraternità di San Bartolomeo.
Nel corso del XIV secolo la lite tra istituzioni ecclesiastiche si estese e coinvolse anche il comune e il vescovo diocesano.

### L'iter verso la creazione della diocesi
Se nel 1363 l'abate e il vescovo diocesano si erano accordati circa i rispettivi ambiti di esercizio della giurisdizione ecclesiastica, con l'inizio della signoria malatestiana nel 1371 la comunità di Sansepolcro maturò la coscienza della propria indipendenza da Città di Castello e chiese, ottenendolo, il sostegno dei signori per avere anche l'indipendenza ecclesiastica. Così, grazie alle buone relazioni di Carlo Malatesta con papa Bonifacio IX fu riconosciuta all'abate la giurisdizione episcopale spirituale e temporale e l'immunità e l'esenzione dal vescovo diocesano e da qualsiasi altro vescovo. Il testo del privilegio apostolico fu solennemente proclamato in un'affollata assemblea degli uomini di Sansepolcro all'interno della sala grande del palazzo comunale il 19 agosto 1401, alla quale erano presenti sia l'abate sia il vicario di Pandolfo Malatesta, signore generale di Sansepolcro.
A partire dal 1441, quando Sansepolcro fu ceduta alla repubblica fiorentina da papa Eugenio IV, si sviluppò la coscienza dell'autonomia definitiva da Città di Castello, da estendere anche a livello ecclesiastico: il 25 settembre 1441 il comune inviò un'ambasceria a Firenze con l'incarico di chiedere l'intervento della Repubblica una soluzione diplomatica o, se proprio non si sarebbe potuto fare altrimenti, che la terra del Borgo fosse fatta città per poter essere messi al sicuro dal vescovo di Città di Castello: «et quando aliter fieri non possit procuretur cum eo quod terra Burgi fiat civitas et tunc erimus tuti ab episcopo Castellano». Nel 1454 fu inviata al papa l'Historia Burgi Sancti Sepulcri, un libello petitorio per sostenere non la creazione di una nuova diocesi, ma la causa dell'esenzione dell'abbazia dal vescovo diocesano. Nel 1515 ancora il comune chiese a Lorenzo de' Medici l'accorpamento alla diocesi di Sarsina. Il 23 settembre 1515 papa Leone X eresse la diocesi di Sansepolcro, scorporando da quella di Città di Castello tutte le parrocchie nello Stato fiorentino, ma il provvedimento non fu eseguito e fu ripetuto cinque anni dopo. Nel periodo 1515-1520 la diplomazia locale e quella della Repubblica di Firenze lavorarono alacremente per ottenere l'erezione della nuova diocesi, sostenute anche dal cardinale Giulio de' Medici.

### La creazione della diocesi da parte di papa Leone X
Il 17 settembre 1520, Leone X presiedette il concistoro nel quale, essendo referente il cardinale arcivescovo di Bologna Achille Grassi, già vescovo di Città di Castello), l’«oppidum Burgi Sancti Sepulchri, in dominio Florentino, in civitatem eiusdem nominis, et monasterium Ordinis Camaldulensis in dicto oppido constitutum, cuius ordo et dignitas abbatialis, suppressus fuit, illiusque ecclesia erecta est in cathedralem cum privilegiis et assignata est diocesis de consensu episcopi Civitatis Castelli et prefati cardinalis relatoris», trasferendo al nuovo vescovo il conferimento di tutti i benefici fino ad allora assegnati dal vescovo di Città di Castello, a sua volta ricompensato con altri benefici nel plebato di Sestino, con tutti i castelli. Inoltre, furono concessi al vescovo di Sansepolcro due benefici trasferiti dalla diocesi aretina e il vescovo castellano fu risarcito della perdita del censo di 24 ducati pagato dall’abate di Sansepolcro con un beneficio. La nuova cattedrale, suffraganea dell’arcivescovo di Firenze, fu provvista nella persona di Galeotto Graziani, attuale abate del monastero di Sansepolcro, e furono erette tre dignità e dodici canonicati, che dovranno essere dotati dai laici della città. Il primo vescovo, Galeotto Graziani, già abate dell'abbazia, prese possesso della diocesi l'8 aprile 1521.

#### La reazione della città
Grande fu la soddisfazione del gruppo dirigente locale per avere finalmente ottenuto una propria diocesi e l'ambito titolo di città. La notizia giunse a Sansepolcro nel volgere di una settimana e il 23 settembre i Magnifici Conservatori si riunirono per approvare un documento di grande solennità:
Inoltre, fu approvata una spesa di 40 fiorini «in fare le legrezze et dare mancie […] per la bona gratia havuta de havere el vescovo […] et la terra nostra facta ciptà». Il 6 e il 7 ottobre 1520, prima i Magnifici Conservatori poi il Consiglio dei Sessanta del Popolo, stabilirono che d’allora in poi, ogni anno, il giorno 23 settembre, «per memoria e recordantia d’haver havuto il vescovo e facto la terra nostra ciptà» si dovrà giocare un palio un panno per un paio di calze.

### Il primo secolo
Il vescovo Leonardo Tornabuoni (1522-1539), con il quale si aprì la “dinastia episcopale” di questa famiglia fiorentina, dotò la nuova diocesi delle necessarie strutture: nel 1523 celebrò il sinodo, nel 1525 compì la visita pastorale, nel 1538 organizzò una predicazione per la pacificazione delle fazioni cittadine. Nel 1539 Leonardo Tornabuoni fu trasferito alla diocesi di Ajaccio in Corsica e a Sansepolcro gli succedette Filippo Archinto, probabilmente scelto da papa Paolo III nell'ambito di una politica contraria a quella dei Medici. Nel 1546 l'Archinto si accordò con Alfonso Tornabuoni, vescovo di Saluzzo, con cui addivenì a uno scambio di diocesi. Nel 1557 Alfonso trasferì la diocesi di Sansepolcro al nipote Filippo Tornabuoni, che muore due anni dopo.
Gli succedette un altro esponente della stessa famiglia, quel Niccolò Tornabuoni (1560-1598) durante il cui episcopato la diocesi conobbe un'ampia opera di riforma sulla base dei decreti del Concilio di Trento: nel 1566 disciplinò il servizio liturgico nella cattedrale; nel 1568 riorganizzò la confraternite cittadine; nel 1569 eresse la collegiata di Pieve Santo Stefano; nel 1591 promulgò nuove costituzioni del capitolo cattedrale; presiedette quattro sinodi (1574, 1578, 1583, 1590); compì dieci visite pastorali (dal 1563 al 1593). Essendo impossibile, per motivi economici, erigere il seminario diocesano, il vescovo Tornabuoni organizzò presso la cattedrale un gruppo di otto chierici affidati a un maestro di grammatica e a un maestro di canto, per prepararsi alla vita sacerdotale.
A questo secolo risalgono l'istituzione della pratica delle Quarantore in cattedrale (1538) e la nascita di nuove confraternite. Negli anni 1530 i Frati Minori Cappuccini si insediarono nell'eremo di Montecasale; nel 1555, a motivo dell'abbattimento dei borghetti esterni alle mura per esigenze militari, venne riorganizzata la vita religiosa femminile: il monastero clariano di Santa Maria della Strada fu trasferito in città, per assumere poi il titolo di Santa Chiara; quello delle Camaldolesi di Santa Margherita, già nella zona del borghetto di San Niccolò (Porta Romana), fu trasferito presso la chiesa di San Bartolomeo e quello delle Benedettine fu collocato presso la chiesa di San Lorenzo, nei locali già appartenenti alla Compagnia di Santa Croce.
Era largamente diffusa, nel XVI secolo, la devozione mariana. Dal secondo decennio del secolo a Sansepolcro si sviluppò la devozione alla Madonna delle Grazie (alla quale già nel '400 era dedicata una cappella nella chiesa dei Servi di Maria), la cui chiesa diventò il santuario mariano cittadino; a Pieve Santo Stefano, dopo il 1589, nacque la devozione alla Madonna dei Lumi, che si affiancò a quella della Madonna del Faggio, santuario rurale costruito a partire dal 1516.
Nel 1583 Angelo Peruzzi, vescovo di Sarsina, compì la visita apostolica.
Nello stesso secolo, inoltre, la città fu visitata da papa Clemente VII nel 1532.

### I secoli XVII-XVIII
All'inizio del XVII secolo il vescovo Girolamo Incontri (1605-1615) emanò provvedimenti sulla residenza dei parroci, la liturgia, la dottrina cristiana e il rispetto del riposo domenicale. Successivamente, i vescovi Filippo Salviati (1619-1634), Dionisio Bussotti (1638-1654) e Lodovico Malaspina (1672-1695) si interessarono della riforma dei monasteri femminili e della riorganizzazione delle confraternite laicali. Dalla fine del XVII secolo, con il Bussotti e Gregorio Compagni (1696-1703), si fece frequente la predicazione al popolo da parte del vescovo.
Nel 1602 la diocesi di Sansepolcro contava 14.300 abitanti circa; 79 chiese parrocchiali e 34 benefici semplici; 6 ospedali; 6 monasteri femminili; la mensa vescovile aveva una rendita di 1.300 scudi circa. I centri maggiori erano Pieve Santo Stefano (con una collegiata di sette canonici, un monastero di Clarisse e un ospedale) e Monterchi (con una pieve retta da un arciprete coadiuvato da due cappellani, un monastero di Benedettine e un ospedale).
Nel 1623 i redditi della mensa vescovile ammontavano a circa 1.500 scudi annuali di moneta romana. In città abitavano circa 6.000 persone e vi erano 4 parrocchie: una nella stessa cattedrale, una nella chiesa dei frati di sant'Agostino (entrambe le chiese hanno il fonte battesimale), la terza nella chiesa di San Niccolò dei monaci Camaldolesi e la quarta nella chiesa di San Giovanni, cui presiede un priore del clero secolare. In cattedrale erano costituite anche confraternite di fedeli di entrambi i sessi, una del Santo Rosario e l'altra del Santissimo Nome di Gesù. In città vi sono 5 monasteri femminili, che hanno un proprio confessore con un socio e propri operai, tutti osservavano la clausura perpetua e avevano redditi stabili. In città vi erano 5 monasteri di regolari: Camaldolesi, frati di san Francesco dell'Osservanza, frati minori conventuali, frati di Sant'Agostino e Servi di santa Maria dei Servi. Ancora in città operavano, oltre a quelle della cattedrale, altre 11 confraternite di laici con proprie chiese e oratori; tra queste, quella del Buon Gesù curava l'accensione di quattro lampade perenni davanti all'altare maggiore della chiesa cattedrale e accompagnava la comunione agli infermi con ceri accesi, portava il baldacchino nelle processioni del Santissimo Sacramento; quella del Santissimo Crocifisso si occupava della sepoltura dei cadaveri; quella della Beatissima Vergine delle Grazie si occupava della sepoltura dei cadaveri dei poveri a proprie spese; quella di Santa Maria della Misericordia gestiva l'ospedale degli infermi di entrambi i sessi; quelle di Sant'Antonio e di Santa Croce accoglievano nei loro ospedali borghesi e pellegrini. In città vi era anche un luogo degli orfani «in quo spurii et proiecti infantes suscipiuntur» ed erano mantenuti a spese della confraternita o pia casa di San Bartolomeo. Nella diocesi vi erano i castelli di Santa Maria in Bagno e di San Pietro in Corzano; due erano i castelli circondati da mura, cioè Pieve Santo Stefano e Monterchi. Nel castello, o terra, di Pieve Santo Stefano vi era una collegiata con un arciprete e 8 canonici che quotidianamente cantavano in coro tutte le ore sia di giorno sia di notte. L'arciprete esercitava la cura d'anime e vi era il fonte battesimale. Nella terra esisteva un monastero femminile sotto il governo dei frati dell'Osservanza, con un proprio confessore e socio e rendite tenui. Nella terra vi erano tre confraternite dei laici e fuori di essa, presso le mura, un ospedale dove erano accolti malati poveri. Nel castello di Monterchi vi era una pieve con il titolo di San Simeone, con altre chiese e un unico monastero di donne governato da sacerdoti secolari approvati dall'ordinario. Oltre a queste due pievi in diocesi ve ne erano altre sei; vi erano poi 170 benefici tra curati e semplici e cappelle, 3 conventi di frati cappuccini, 2 di frati minori dell'Osservanza e un altro di minori conventuali, fuori della detta città e dei castelli. Vi erano inoltre due «oppida», la terra di Santa Maria in Bagno e il castrum di San Pietro di Corzano, che da papa Leone, al momento dell'erezione dell'episcopato, erano stati assoggettati alla medesima diocesi. L'abbazia di Bagno, detta La Badia, era governata dai monaci camaldolesi ed è chiesa parrocchiale e la cura d'anime era esercitata da un monaco. Vi era un oratorio in onore della Beatissima Vergine, 2 confraternite di laici, un ospedale per poveri pellegrini. Il castello di San Pietro in Corzano aveva una chiesa parrocchiale sotto il titolo di San Pietro, la cui cura d'anime era affidata a un monaco approvato dall'abate di Bagno; vi era una confraternita di laici che si sosteneva con sole elemosine e un convento di frati minori dell'Osservanza. Nella giurisdizione e valle della terra di Bagno, oltre e a questi due castelli, vi erano 15 chiese parrocchiali, i cui rettori nella maggior parte erano nominati dall'abate di Bagno, che visitava la chiese e compiva molti abusi nella valle di Bagno contro le disposizioni dei sommi pontefici e dei sacrosanti canoni. In tutta la diocesi non vi erano pubblici usurai, né eretici né altri infedeli. Il vescovo, inoltre, visitava la terra arcipresbiterale di Sestino, non appartenente a nessuna diocesi, nella provincia fiorentina e le altre chiese soggette alla giurisdizione dell'arciprete come viciniore e, in tale veste, presiedeva i concorsi per i benefici vacanti.
Sul finire del XVII secolo, nel 1681, gli abitanti della diocesi erano 17.664, di cui 12.652 in età da comunione, che nel 1721 erano scesi a 17.209, di cui 12.496 in età da comunione. Nel 1684 in diocesi vi sono 2 collegiate, 2 abbazie camaldolesi e una abbazia secolare, 2 abbazie titolari, 8 plebanie, 100 parrocchie; il personale religioso è composto da 6 cappellani, 8 chierici, 2 maestri di cerimonie 235 preti secolari; vi sono inoltre 14 confraternite, 4 ospedali, 2 luoghi pii, 1 Monte di Pietà e 11 case religiose maschili di cui 4 di Frati Minori Osservanti, 3 di Frati Minori Cappuccini, e uno ciascuno di Frati Minori Conventuali, Eremiti di sant’Agostino, Servi di Maria e Gesuiti (tutti in città).
Nella prima metà del XVII secolo fu significativo l'apporto di nuovi ordini e congregazioni: a Sansepolcro furono fondati il convento dei cappuccini (1605), il monastero delle cappuccine (1622) e il collegio dei Gesuiti (1638); a Pieve Santo Stefano fu fondato un convento di Cappuccini (1625). La fondazione del santuario della Madonna della Selva presso Caprese (1634) e del piccolo oratorio suburbano della Madonna della Legna (1638) è segno della diffusione della pietà mariana.
Nel 1710 il vescovo Giovanni Lorenzo Tilli (1704-1724) eresse il seminario, dopo precedenti tentativi nel 1610 e nel 1658. Nel 1752 fu fondata la scuola delle Maestre Pie, primo istituto religioso femminile di vita attiva. Sul finire del XVIII secolo la diocesi fu interessata da un processo di ampliamento territoriale, favorito dal granduca Pietro Leopoldo: nel 1779 fu aggregata alla diocesi l'arcipretura nullius dioecesis di Sestino; nello stesso anno fu soppressa l'abbazia di Bagno di Romagna, la cui giurisdizione fu unita a quella del vescovo di Sansepolcro (ponendo fine alla vertenza giurisdizionale tra vescovi e abati); lo stesso avvenne nel 1785 con le due abbazie nullius dioecesis di Galeata e di Isola. In questo periodo i conventi degli ordini mendicanti furono scorporati dalle province umbra o romana e aggregati a quella toscana. Il vescovo che governò la fase di ampliamento e ristrutturazione della diocesi fu Roberto Costaguti (1778-1818), celebre predicatore e già rettore dell'Università di Malta, che si impegnò in una profonda azione di riforma delle strutture istituzionali e pastorali diocesane, ottenendo anche l'approvazione del culto prestato ai beati Ranieri e Andrea da Sansepolcro. Negli anni dell'occupazione francese si verificò (1799) anche a Sansepolcro il moto controrivoluzionario del “Viva Maria”. Durante il periodo napoleonico furono soppressi monasteri e conventi (1808) e il vescovo rifiutò il giuramento di fedeltà a Napoleone (1810).

### I secoli XIX-XX
Molti monasteri e conventi furono riaperti tra il 1815 e il 1816, ma furono nuovamente soppressi nel 1866 con l'eversione dell'asse ecclesiastico.
Nel 1806 gli abitanti della diocesi erano 28.741; la popolazione religiosa era piuttosto consistente: 275 sacerdoti secolari, 93 frati (di cui 50 sacerdoti) e 141 monache. Nel 1845 il totale degli abitanti era ancora cresciuto fino a 34.138.
Nel 1838 san Romualdo abate fu riconosciuto compatrono della diocesi. Successivamente all'unità nazionale si ebbe un periodo di sede vacante, e la diocesi fu retta dal vescovo di Città di Castello in qualità di amministratore apostolico (1867-1872). Negli ultimi decenni del XIX secolo si verificò un periodo di crisi, caratterizzato da un calo delle ordinazioni sacerdotali e dalla scarsa rilevanza del movimento cattolico. La tensione tra la Chiesa e i gruppi politici di area socialista e massonica è evidenziata dai tafferugli seguiti, nel 1893, alla processione del Corpus Domini.
Per ridare vigore alla vita diocesana fu eletto vescovo, nel 1911, il milanese Pompeo Ghezzi che entra in diocesi nel 1912 e vi rimase in carica fino al 1953: egli rilanciò la pastorale diocesana attraverso le organizzazioni laicali (Unione Popolare, Azione Cattolica, confraternite e, successivamente, ACLI) e il potenziamento delle strutture diocesane. Nel corso del secondo decennio del XX secolo il movimento cattolico conobbe un momento di grande vigore, dando vita anche a organizzazioni politiche e cooperative sia in città sia in altri centri. Durante il ventennio fascista si verificarono alcune tensioni tra la diocesi e il regime, specialmente a motivo del controllo esercitato sulle associazioni, senza però giungere a scontri aperti. In questi anni furono aperte numerose case religiose femminili di vita attiva sia in città sia in molti centri del territorio. Tra Pompeo Ghezzi e la città di Sansepolcro si venne a creare, nel corso del suo lungo episcopato, un rapporto assai stretto, soprattutto grazie all'azione promossa dal vescovo nel 1927 a difesa della sede del capoluogo di mandamento, minacciata dal trasferimento in provincia di Perugia, e a vantaggio della popolazione rimasta in città durante l'estate del 1944, quando l'intera diocesi venne attraversata dal fronte bellico. In questi drammatici momenti perdono la vita anche alcuni sacerdoti, tra cui don Giuseppe Rocco e don Francesco Babini. In città il vescovo Ghezzi diventò la figura di riferimento per tutti coloro che sono rimasti; fu lui a coordinare le operazioni di assistenza alla popolazione, accoglienza ai profughi e ai perseguitati e soccorso a malati e feriti, coadiuvato dal dott. Carlo Vigo, dal dott. Raffaello Alessandri, direttore dell'ospedale, e da don Duilio Mengozzi. In particolare, Alessandri e Mengozzi misero a repentaglio le loro stesse vite per salvare alcuni ebrei: il primo ospitando clandestinamente nell'ospedale il prof. Attilio Momigliano e il secondo accogliendo nella casa canonica della sua parrocchia una donna ebrea triestina spacciandola per la propria madre (fatto per cui è stato riconosciuto Giusto fra le Nazioni nel 2013).
Alla fine del 1944 fu istituita la Pontificia Commissione Assistenza, che nel 1954 fu trasformata in Opera Diocesana Assistenza: un organismo di natura assistenziale che inizialmente si occupava dell'assistenza ai profughi, ai prigionieri di guerra e ai poveri e che, nel volgere di mezzo secolo, promosse colonie marine e montane, refettori e mense scolastiche, cantieri di lavoro e assistenza di vario tipo in tutti i centri della diocesi.
Dal 1948 al 1953 fu amministratore apostolico sede plena mons. Emilio Bianchieri, vescovo di Sarsina, rimanendo mons. Pompeo Ghezzi vescovo di Sansepolcro.
A mons. Ghezzi succedette il vescovo Domenico Bornigia (1954-1963), il quale aggiornò la pastorale (settimanale diocesano e cinema cattolico nel 1955, casa di esercizi spirituali nel 1960, rilancio dell'Azione Cattolica, pastorale del lavoro) e riorganizzò l'assetto territoriale dei vicariati foranei ed eresse due nuove parrocchie in città. Nel 1962 papa Giovanni XXIII conferì alla cattedrale il titolo di basilica minore.

### Dal Concilio Vaticano II alla riforma del 1986
Negli anni del Concilio Vaticano II il vescovo Abele Conigli (1963-1967) promosse una rapida applicazione delle decisioni conciliari, attraverso l'istituzione dei consigli presbiterale e pastorale, il coinvolgimento di laici nella pastorale diocesana, l'organizzazione di convegni, la promozione di comunità presbiterali, la riforma del seminario, l'apertura alla missione ad gentes (a Goiânia, in Brasile). L'11 dicembre 1967 nel salone dell'episcopio si riunisce per la prima volta il consiglio pastorale diocesano.
Tra gli anni '60 e '70 si svilupparono la Gioventù Studentesca (poi Comunione e Liberazione) e l'AGESCI; negli anni '80 il vescovo Giovanni D'Ascenzi (1983-1986) rilanciò l'Azione Cattolica. A partire dagli anni '70 si verificò una riduzione delle ordinazioni sacerdotali e della presenza degli istituti religiosi, sia maschili sia femminili.

Con l'inizio del 1967 il processo di rinnovamento conciliare subì una battuta d'arresto a motivo del trasferimento del vescovo Abele Conigli alle sedi di Teramo e Atri, in Abruzzo. Il 30 marzo mons. Conigli presiedette la liturgia di consacrazione del nuovo altare nelle chiese parrocchiali di Crocedevoli e di Poggio alla Lastra e visitò alcuni sacerdoti malati nella zona romagnola. La sera prese la parola per un saluto a conclusione della tre giorni sulla famiglia: «la platea dell'Aurora, con persone di ogni condizione sociale, esprimeva molto bene, con un profondo silenzio, ciò che Sansepolcro provava in quel momento, ciò che tutti soffrivano in quell'attimo di distacco». Nella circostanza il cavaliere del lavoro Marco Buitoni, presidente della Buitoni Italiana, formulò il saluto della città e, a nome della cittadinanza, donò al vescovo un'immagine della “Madonna della Libertà” pronunciando queste parole: 
 Il settimanale diocesano commenta: «Sansepolcro, invece, è rimasta sola, potremmo dire orfana: ha infatti perduto moltissimo ed il vuoto che lascia un Vescovo che parte per sempre nessuno lo potrà colmare. Non passerà molto tempo e di ciò ce ne renderemo tutti conto». Il 31 marzo 1967 mons. Conigli lasciò la diocesi, per cui
Alla partenza del vescovo il capitolo della cattedrale elesse vicario capitolare mons. Giuseppe Boni, ma pochi mesi dopo la diocesi fu affidata al vescovo di Arezzo come amministratore apostolico, e ciò precluse la soppressione della diocesi, nell'ambito del più vasto piano di ristrutturazione delle circoscrizioni diocesane in Italia.

Alla partenza del vescovo prese avvio un dibattito sul futuro della diocesi, che non escludeva la possibilità di una fusione con quella confinante di Città di Castello. Una posizione ufficiale fu presa dal consiglio presbiterale il 12 giugno 1974; il documento finale della redazione riporta:: 

Nel riportare la notizia, il settimanale diocesano mise in luce l’orientamento di fondo, volto a mantenere la situazione esistente:: 
Tuttavia, le richieste del clero di Sansepolcro vennero accolte solamente in parte dagli organismi preposti al riordino delle diocesi italiane e il 7 ottobre 1975 il territorio romagnolo fu smembrato e accorpato alle diocesi di Cesena (la valle del Savio) e di Forlì (la valle del Bidente) e il vescovo di Arezzo diviene anche vescovo di Sansepolcro; nel 1978 il vescovo di Arezzo e Sansepolcro diviene anche vescovo di Cortona.
Dopo il periodo di unione in persona episcopi (diciannove anni per Sansepolcro e Arezzo, otto per Cortona), il 30 settembre 1986, in forza del decreto Instantibus votis della Congregazione per i Vescovi, le tre sedi sono state unificate nella nuova diocesi di Arezzo-Cortona-Sansepolcro, il cui territorio, caratterizzato da eterogeneità geografica e socio-culturale e da un popolamento assai diffuso e frammentato in molti centri, si collocherà, per estensione, al decimo posto tra le diocesi italiane.

### Elenco dei sinodi diocesani
- I. 1524, vescovo Leonardo Tornabuoni.
- II. 1574, vescovo Niccolò Tornabuoni.
- III. 1578, vescovo Niccolò Tornabuoni.
- IV. 1583, vescovo Niccolò Tornabuoni.
- V. 1590, vescovo Niccolò Tornabuoni.
- VI. 1599, vescovo Alessandro Borghi.
- VII. 1610, vescovo Girolamo Incontri.
- VIII. 1624, vescovo Filippo Salviati.
- IX. 1636, vescovo Zanobi de' Medici.
- X. 1641, vescovo Dionisio Bussotti.
- XI. 1658, vescovo Cherubino Malaspina.
- XII. 1673, vescovo Lodovico Malaspina.
- XIII. 1689, vescovo Lodovico Malaspina.
- XIV. 1713, vescovo Giovanni Lorenzo Tilli.
- XV. 1733, vescovo Raimondo Pecchioli.
- XVI. 1787, vescovo Roberto Costaguti.
- XVII. 1941, vescovo Pompeo Ghezzi.

## Liturgia
Nei 466 anni di esistenza, la diocesi di Sansepolcro ha sviluppato una propria tradizione liturgica, attingendo in particolare alle tradizioni medievali.
Le principali festività liturgiche sono:
- il 27 dicembre (solennità di san Giovanni Apostolo ed Evangelista, patrono della città, della diocesi e titolare della Basilica Cattedrale);
- il 1º settembre (solennità dell'anniversario della dedicazione della Basilica Cattedrale e giorno di festa cittadina);
- la terza domenica dopo Pentecoste (festa della Madonna delle Grazie, autorizzata nel 1898 da papa Leone XIII con messa e ufficio propri per tutta la diocesi).

Fino alla riforma degli anni 1913/1914 le diocesi di Città di Castello e di Sansepolcro hanno condiviso alcune memorie di santi, a motivo della loro antica storia comune. 

### Calendario liturgico del 1899
Nel 1899 era in vigore il seguente calendario liturgico, promulgato dal vescovo Raffaello Sandrelli, dopo che il 26 novembre 1898 papa Leone XIII aveva approvato alcune modifiche richiesto dallo stesso vescovo e volte a valorizzare i culti della Madonna delle Grazie, di san Nicola Pichi, dei beati Andrea e Ranieri, oltreché le memorie proprie della Cattedrale:
| Data                                                                    | Celebrazione | Note liturgiche                                      |
| ----------------------------------------------------------------------- | --- | ---------------------------------------------------- |
| 7 febbraio                                                              | San Romualdo abate, contitolare della Cattedrale                                                                             | Festa doppia di prima classe con ottava.             |
| Seconda domenica dopo Pasqua                                            | Santissimo Sepolcro di Nostro Signore Gesù Cristo                                                                            |                                                      |
| Prima domenica di maggio                                                | Beata Maria Vergine Madre del Divino Pastore                                                                                 |                                                      |
| 10 maggio                                                               | San Simplicio martire | Festa doppia in Cattedrale.                          |
| 12 maggio                                                               | San Pancrazio martire |                                                      |
| 15 maggio                                                               | Sant’Ellero abate |                                                      |
| Terza domenica dopo Pentecoste                                          | Beatissima Maria Vergine Madre delle Grazie                                                                                  | Festa doppia di seconda classe.                      |
| Prima domenica di luglio successiva all’ottava dei santi Pietro e Paolo | Santi le cui reliquie si conservano nella Cattedrale                                                                         |                                                      |
| 9 luglio                                                                | Santa Veronica Giuliani |                                                      |
| 11 luglio                                                               | San Nicola Pichi e compagni martiri                                                                                          |                                                      |
| 28 luglio                                                               | San Vittore papa | Festa doppia in Cattedrale.                          |
| 29 luglio                                                               | Santa Flora vergine e martire                                                                                                | Festa doppia in Cattedrale.                          |
| 11 agosto                                                               | Sant’Emidio vescovo e martire                                                                                                | Festa doppia di seconda classe con ottava.           |
| 18 agosto                                                               | Ottava di sant’Emidio |                                                      |
| 3 settembre                                                             | Beato Andrea Dotti, confessore                                                                                               |                                                      |
| 11 settembre                                                            | Beata Giovanna da Bagno, vergine                                                                                             |                                                      |
| 6 ottobre                                                               | Ottava di san Michele Arcangelo                                                                                              | Festa doppia in Cattedrale.                          |
| 5 novembre                                                              | Beato Ranieri da Sansepolcro                                                                                                 |                                                      |
| 13 novembre                                                             | San Florido vescovo |                                                      |
| 27 dicembre                                                             | San Giovanni Apostolo ed Evangelista, titolare della Basilica Cattedrale, patrono della città di Sansepolcro e della Diocesi | Primi vespri; messa propria, gloria, credo (bianco). |

Oltre a queste festività proprie, il calendario diocesano accoglie quelle di altre diocesi della Toscana e della provincia ecclesiastica di Ravenna.

### Calendario liturgico del 1913
Nel 1914 entrò in vigore il nuovo calendario perpetuo, approvato l'anno precedente e riformato secondo la nuova normativa liturgica:
| Data         | Celebrazione | Note liturgiche                                                       |
| ------------ | --- | --------------------------------------------------------------------- |
| 3 gennaio    | Ottava di san Giovanni Apostolo ed Evangelista                                                                      |                                                                       |
| 7 febbraio   | San Romualdo abate, contitolare della Cattedrale                                                                    | Festa doppia di prima classe con ottava fuori del tempo di Quaresima. |
| 14 febbraio  | Ottava di san Romualdo abate, contitolare della Cattedrale                                                          | Fuori del tempo di Quaresima.                                         |
| 9 luglio     | San Nicola Pichi e compagni martiri                                                                                 |                                                                       |
| 1º settembre | Anniversario della dedicazione della Cattedrale                                                                     | Festa doppia di prima classe con ottava.                              |
| 8 settembre  | Beato Andrea Dotti, confessore                                                                                      |                                                                       |
| 11 settembre | Beata Giovanna da Bagno, vergine                                                                                    |                                                                       |
| 26 settembre | Anniversario della dedicazione delle chiese per le quali non si conosce la data propria.                            |                                                                       |
| 5 novembre   | Reliquie conservate nelle chiese della Diocesi                                                                      |                                                                       |
| 6 novembre   | Beato Ranieri da Sansepolcro                                                                                        |                                                                       |
| 27 dicembre  | San Giovanni Apostolo ed Evangelista, titolare della Cattedrale, patrono della città di Sansepolcro e della Diocesi | Festa doppia di prima classe con ottava.                              |

### Le riforme precedenti al Concilio Vaticano II
Nel 1920 la Congregazione dei Riti ripristina la memoria di sant'Emidio vescovo e martire alla data dell'11 agosto.
Nel 1922, alla data del 1º ottobre, è aggiunta la nuova memoria del beato Angelo Scarpetti da Sansepolcro, con rito semidoppio.
Nel 1927 il vescovo Pompeo Ghezzi ripristina l'ufficiatura di sant'Ellero alla data del 15 maggio.

### Calendario liturgico del 1964
Nel 1964 era in vigore il seguente calendario liturgico:
| Data                          | Celebrazione | Note liturgiche |
| ----------------------------- | --- | --- |
| 7 febbraio                    | San Romualdo abate, contitolare della Basilica Cattedrale                                                                    | In Cattedrale: primi vespri; messa propria, gloria, credo (bianco). In Diocesi: messa propria, gloria (bianco).                                                                             |
| 15 maggio                     | Beata Vergine Maria delle Grazie, Patrona della Toscana                                                                      | Nelle parrocchie della Toscana: primi vespri; messa propria, gloria, credo, prefazio della B. V. Maria (bianco)                                                                             |
| 15 maggio                     | Sant’Ellero abate | Nelle parrocchie della Romagna; nelle chiese di Sant'Ellero di Galeata e di Santa Maria in Cosmedin dell'Isola: primi vespri; messa, gloria, senza credo, seconda orazione di san Giovanni. |
| 9 luglio                      | San Nicola Pichi e compagni martiri                                                                                          | Rosso |
| 11 agosto                     | Sant’Emidio vescovo e martire                                                                                                | I canonici della Cattedrale raggiungono processionalmente la chiesa di San Rocco per il canto del Te Deum di ringraziamento; rosso                                                          |
| 1º settembre                  | Anniversario della dedicazione della Basilica Cattedrale (1049)                                                              | In Cattedrale: primi vespri; messa dal comune della dedicazione di una chiesa, gloria, credo (bianco)                                                                                       |
| 3 settembre                   | Beato Andrea Dotti, sacerdote                                                                                                | Bianco |
| 11 settembre                  | Beata Giovanna da Bagno | Bianco |
| seconda domenica di settembre | Santo Sepolcro di Nostro Signore Gesù Cristo                                                                                 | Bianco |
| 1º ottobre                    | Beato Angelo Scarpetti, sacerdote                                                                                            | Commemorazione alle lodi mattutine; verde |
| 5 novembre                    | Memoria dei santi dei quali si conservano le reliquie in diocesi                                                             | |
| 6 novembre                    | Beato Ranieri da Sansepolcro                                                                                                 | Bianco |
| 27 dicembre                   | San Giovanni Apostolo ed Evangelista, titolare della Basilica Cattedrale, patrono della città di Sansepolcro e della Diocesi | Primi vespri; messa propria, gloria, credo (bianco). |

### Le riforme successive al Concilio Vaticano II: il calendario liturgico del 1981
Nel 1981 la Congregazione del Culto Divino ha approvato il seguente calendario, riformulato a seguito della riforma liturgica e dopo le modifiche territoriali subite dalla diocesi nel 1975:
| Data         | Celebrazione | Grado                                        |
| ------------ | --- | -------------------------------------------- |
| 15 maggio    | Beata Vergine Maria delle Grazie, Patrona della Toscana                                                                      | Festa                                        |
| 19 giugno    | San Romualdo abate, contitolare della Basilica Cattedrale                                                                    | Festa nella Cattedrale, Memoria in Diocesi   |
| 9 luglio     | San Nicola Pichi e compagni martiri                                                                                          | Memoria                                      |
| 11 agosto    | Sant’Emidio vescovo e martire                                                                                                | Memoria                                      |
| 1º settembre | Anniversario della dedicazione della Basilica Cattedrale (1049)                                                              | Solennità nella Cattedrale, Festa in Diocesi |
| 3 settembre  | Beato Andrea Dotti, sacerdote                                                                                                | Memoria                                      |
| 1º ottobre   | Beato Angelo Scarpetti, sacerdote                                                                                            | Memoria                                      |
| 31 ottobre   | Beato Ranieri da Sansepolcro, religioso                                                                                      | Memoria                                      |
| 5 novembre   | Memoria dei santi dei quali si conservano le reliquie in diocesi                                                             | Memoria                                      |
| 27 dicembre  | San Giovanni Apostolo ed Evangelista, titolare della Basilica Cattedrale, patrono della città di Sansepolcro e della Diocesi | Solennità in Sansepolcro, Festa in Diocesi   |

## Cronotassi dei vescovi
- Galeotto Graziani † (17 settembre 1520 - 16 aprile 1522 deceduto)
- Leonardo Tornabuoni † (16 aprile 1522 - 19 marzo 1539 nominato vescovo di Ajaccio)
- Filippo Archinto † (19 marzo 1539 - 19 ottobre 1546 nominato vescovo di Saluzzo)
- Alfonso Tornabuoni † (19 ottobre 1546 - 1557 deceduto)
- Filippo Tornabuoni † (1º ottobre 1557 - 2 novembre 1559 deceduto)
- Niccolò Tornabuoni † (29 maggio 1560 - 13 aprile 1598 deceduto)
- Alessandro Borghi † (22 giugno 1598 - 1605 dimesso)
- Girolamo Incontri † (19 dicembre 1605 - novembre 1615 deceduto)
- Giovanni Gualtieri † (4 dicembre 1615 - 25 maggio 1619 deceduto)
- Filippo Salviati † (12 agosto 1619 - 1634 deceduto)
- Zanobi de' Medici, O.P. † (20 novembre 1634 - 17 ottobre 1637 deceduto)

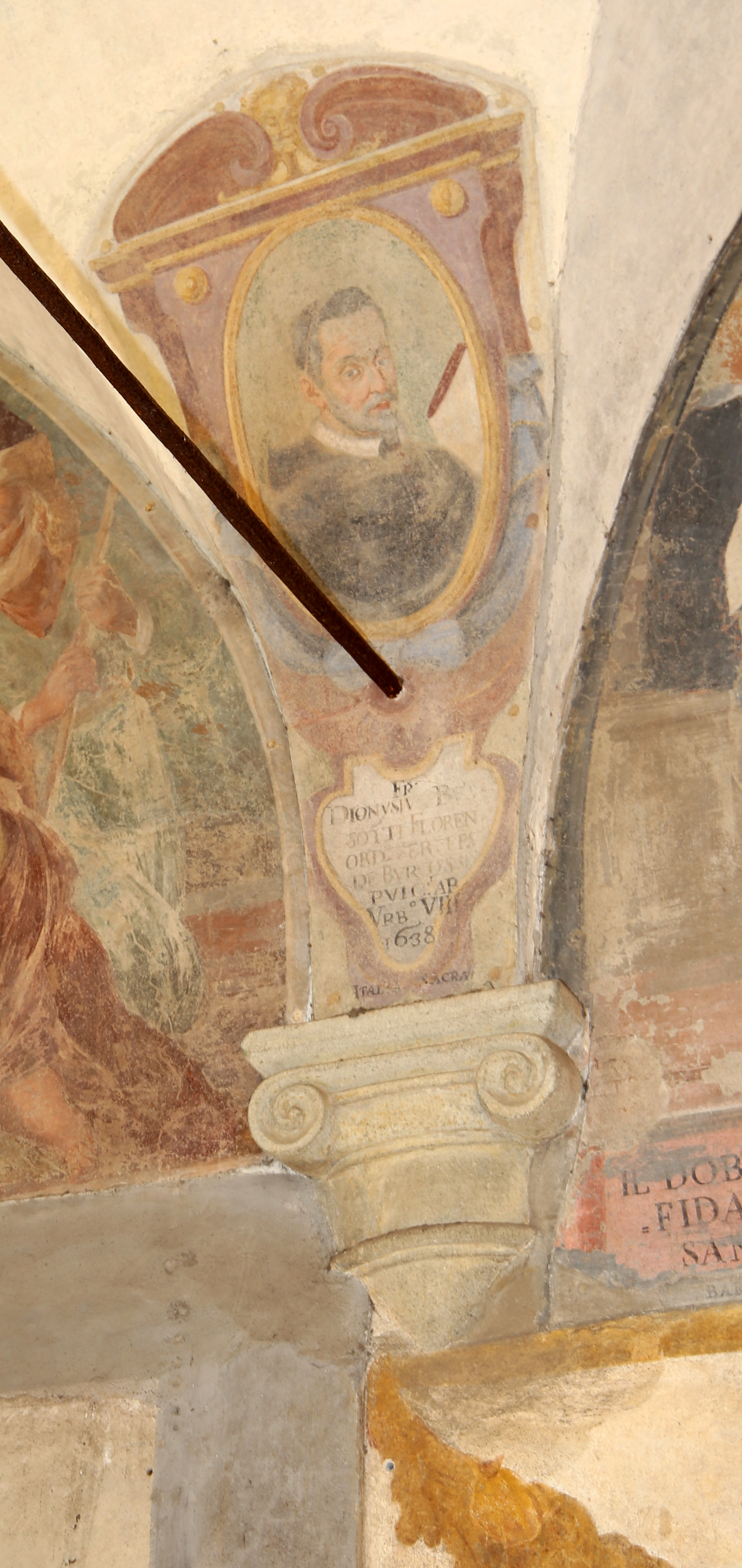
Dionisio Bussotti

- Dionisio Bussotti, O.S.M. † (19 aprile 1638 - 24 ottobre 1654 deceduto)
- Cherubino Malaspina, O.P. † (30 agosto 1655 - 14 marzo 1667 deceduto)
- Giovanni Carlo Baldovinetti, O.P. † (12 dicembre 1667 - settembre 1671 deceduto)
- Lodovico Malaspina † (8 febbraio 1672 - 5 settembre 1695 deceduto)
- Gregorio Compagni, O.P. † (2 gennaio 1696 - 25 giugno 1703 nominato vescovo di Larino)
- Giovanni Lorenzo Tilli † (21 luglio 1704 - 7 gennaio 1724 deceduto)
- Bartolomeo Pucci Franceschi † (20 dicembre 1724 - 20 settembre 1728 nominato vescovo di Pescia)
- Raimondo Pecchioli, O.P. † (20 settembre 1728 - 22 gennaio 1748 deceduto)
- Domenico Poltri † (21 aprile 1749 - 4 agosto 1755 nominato vescovo di San Miniato)
- Adeodato Andrea Aldobrandini † (3 gennaio 1757 - gennaio 1771 deceduto)
- Niccolò Marcacci † (4 marzo 1771 - 14 dicembre 1778 nominato vescovo di Arezzo)
- Roberto Costaguti † (14 dicembre 1778 - 16 novembre 1818 deceduto)
- Annibale Tommasi † (29 maggio 1820 - 14 aprile 1845 deceduto)
  - Sede vacante (1845-1849)
- Giuseppe Singlau † (20 aprile 1849 - 18 gennaio 1867 deceduto)
  - Sede vacante (1867-1872)[34]
- Luigi Amadori Biscioni † (23 febbraio 1872 - 23 settembre 1875 dimesso[35])
- Giustino Puletti † (23 settembre 1875 - 21 febbraio 1892 deceduto)
- Raffaele Sandrelli † (11 luglio 1892 - 3 luglio 1911 dimesso[36])
- Pompeo Ghezzi † (27 novembre 1911 - 25 ottobre 1953 dimesso[37][38])
- Domenico Bornigia † (27 novembre 1953 - 10 marzo 1963 deceduto)
- Abele Conigli † (2 maggio 1963 - 31 marzo 1967 nominato vescovo di Teramo e Atri)
  - Sede vacante (1967-1975)[39]
- Telesforo Giovanni Cioli, O.Carm. † (7 ottobre 1975 - 11 aprile 1983 ritirato)
- Giovanni D'Ascenzi † (11 aprile 1983 - 30 settembre 1986 nominato vescovo di Arezzo-Cortona-Sansepolcro)

## Cardinali e vescovi viventi originari della diocesi
- Marco Salvi, nato a Sansepolcro, vescovo titolare di Termini Imerese dal 2019 al 2022 e vescovo di Civita Castellana dal 2022.

## Statistiche
| anno | popolazione | popolazione | popolazione | presbiteri | presbiteri | presbiteri | presbiteri                | diaconi | religiosi | religiosi | parrocchie |
| anno | battezzati  | totale      | %           | numero     | secolari   | regolari   | battezzati per presbitero | diaconi | uomini    | donne     | parrocchie |
| ---- | ----------- | ----------- | ----------- | ---------- | ---------- | ---------- | ------------------------- | ------- | --------- | --------- | ---------- |
| 1905 | ?           | 60.500      | ?           | 216        | 190        | 26         | ?                         | ?       | ?         | ?         | 135        |
| 1950 | 79.500      | 80.000      | 99,4        | 108        | 90         | 18         | 736                       |         | 21        | 36        | 136        |
| 1970 | 45.000      | 45.000      | 100,0       | 136        | 117        | 19         | 330                       |         | 23        | 114       | 136        |
| 1980 | 29.000      | 29.400      | 98,6        | 63         | 53         | 10         | 460                       |         | 11        | 53        | 95         |